# Lady Croissant
Lady Croissant es el primer álbum en directo de la cantante australiana Sia, publicado en abril de 2007 a través del sello discográfico Astralwerks. Calificado de "miniálbum" por Astralwerks, la colección contiene una grabación de estudio ("Pictures"), así como ocho temas en directo grabados durante un concierto en abril de 2006 en el Bowery Ballroom de Nueva York. Ocho canciones fueron escritas o coescritas por Sia; también se incluye una versión de la canción de Ray Davies "I Go to Sleep", cuya grabación de estudio apareció más tarde en el álbum de estudio de Sia Some People Have Real Problems (2008). El álbum fue producido por Dan Carey, mezclado por Jon Lemon y Taz Mattar en Sarm Studios de Londres, y masterizado por Emily Lazar y Sarah Register en The Lodge de Nueva York. Lady Croissant tuvo una acogida desigual por parte de la crítica y dio lugar a un sencillo, "Pictures", que se lanzó en exclusiva a través de American Eagle Outfitters el 27 de noviembre de 2006.

## Composición

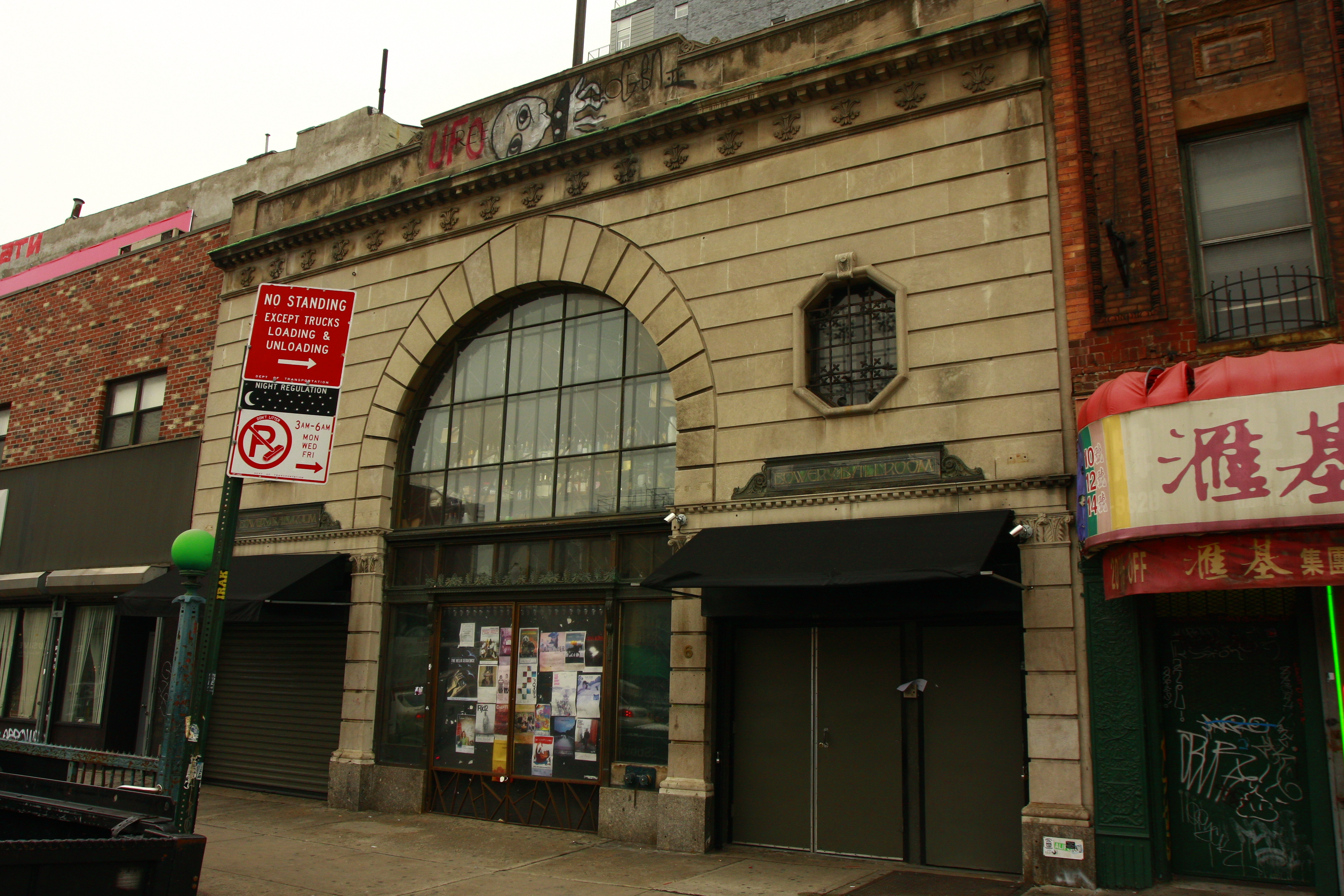
Bowery Ballroom en 2008

Con algo más de cuarenta minutos de duración, Lady Croissant contiene nueve composiciones "slow-to-mid-tempo". El álbum incluye una grabación de estudio inédita llamada "Pictures", coescrito por Dan Carey, junto con ocho temas en directo grabados durante su actuación del 17 de abril de 2006 en el Bowery Ballroom de Nueva York. "Destiny" y "Distractions" aparecieron cada una en el álbum de Zero 7 de 2001 Simple Things, que contó con la voz de Sia.  Ambas canciones fueron coescritas por Sia y miembros de Zero 7; "Destiny" también fue coescrita por Sophie Barker, otra colaboradora vocal de Simple Things. "Blow It All Away" apareció originalmente en el álbum de estudio de Sia de 2002 Healing Is Difficult, y "Don't Bring Me Down", "Numb" y "Breathe Me" fueron publicadas cada una en su álbum de 2004 Colour the Small One.  "Lentil" y la versión de la canción de Ray Davies "I Go to Sleep", popularizada tanto por Cher como por The Pretenders, aparecerían más tarde en Some People Have Real Problems (2008).  El álbum fue producido por Carey,  mezclado por Jon Lemon y Taz Mattar en Sarm Studios de Londres y masterizado por Emily Lazar y Sarah Register en The Lodge de Nueva York. 

## Recepción
Lady Croissant tuvo una acogida desigual por parte de la crítica. Marisa Brown, de AllMusic, calificó la interpretación vocal de Sia de "rica y apasionada" y la comparó con Nelly Furtado y Morley. Brown afirmó que el grupo era "compacto y exuberante" y que la música era "muy moderna, cálida y melódica y limpiamente intrincada". En su crítica para BBC Music, Paul Sullivan escribió que el álbum mostraba con éxito las capacidades vocales y la versatilidad de Sia. Sin embargo, señaló la mínima participación del público y opinó que esto impedía que el álbum captara una experiencia "en vivo". Para Sullivan, las canciones más destacadas eran "Don't Bring Me Down", "Destiny" y "Lentil", que en su opinión estaban "ejecutadas con una atractiva mezcla de franqueza y fluidez". Mark Perlaki de Gigwise.com concedió al álbum cuatro de cinco estrellas y opinó que el álbum "retrata a una artista que es una estrella en ascenso, cuya voz no tiene rival en estilo y expresión, una artista al borde de un merecido y asegurado mayor reconocimiento".  La crítica del Selby Times calificó la colección de "hipnotizante" y un buen indicador del futuro trabajo de Sia. Un crítico de WERS calificó el álbum de "impresionante" y escribió positivamente sobre la voz de Sia y la instrumentación. Al igual que Sullivan, el crítico advirtió que los oyentes que esperasen un álbum en directo tradicional con "cortes crudos e improvisación pesada" podrían sentirse decepcionados.

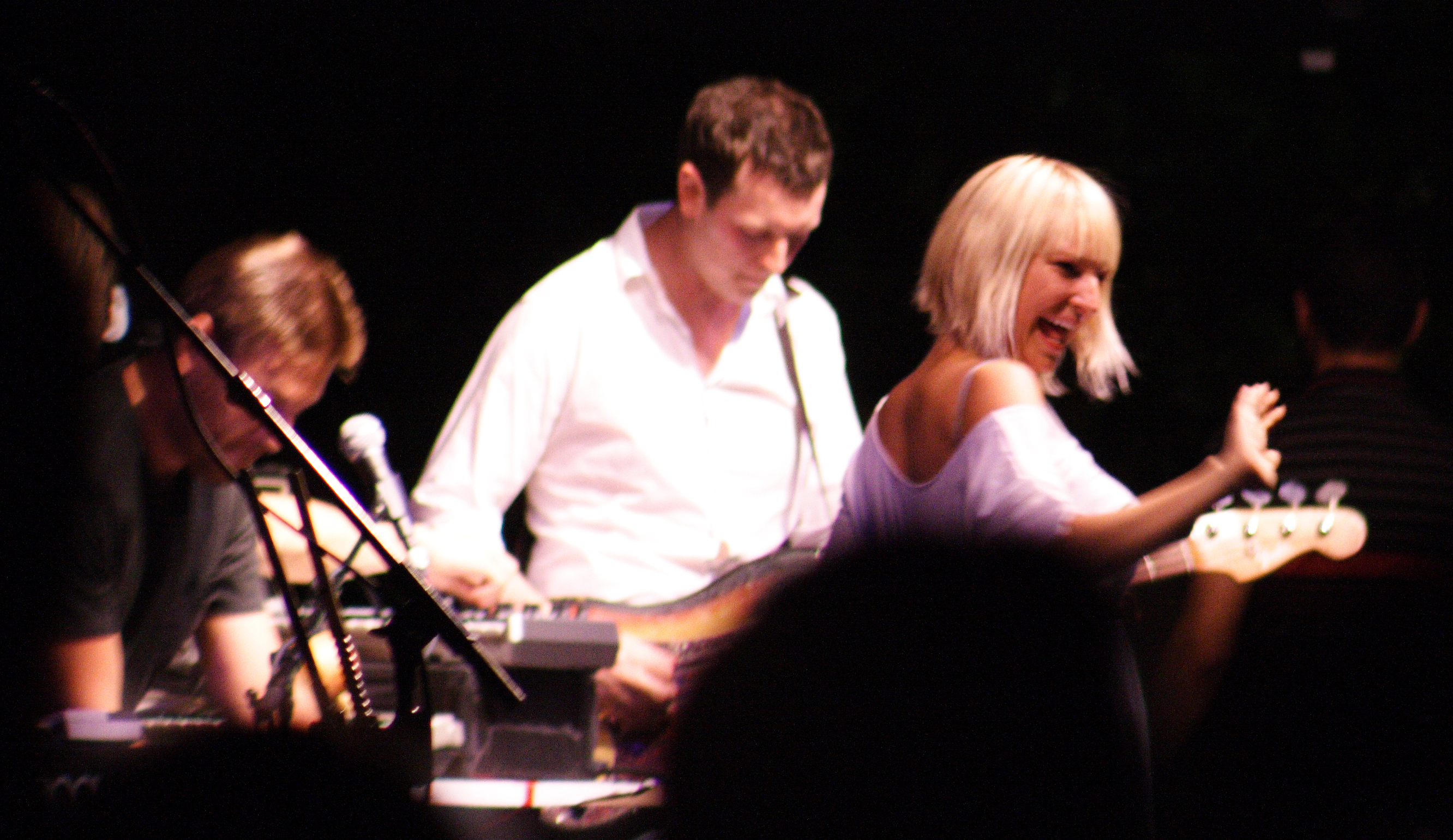
Sia y Zero 7 actuando en 2006; Henry Binns y Sam Hardaker de Zero 7 están acreditados como coautores de "Destiny" y "Distractions"

Roque Strew, de Pitchfork Media, consideró que el acento de Adelaida de Sia era un "lastre", y señaló específicamente la diferencia de pronunciación entre las versiones de estudio de "Destiny" y "Distractions" y las actuaciones en directo. Strew elogió "Pictures" y "Lentil", la última de las cuales brilló a través de la "niebla de sílabas alargadas y consonantes cortadas". Mike Schiller de Popmatters opinó que la instrumentación era "robótica" y encontró "exasperante" la manipulación vocal de Sia y la flexión de las vocales, incluso ininteligible a veces. Sin embargo, Schiller se mostró a favor de su tono vocal y consideró que la potencia de su voz era "ocasionalmente trascendente". Stuart McCaighy de This Is Fake DIY apreció "Pictures", pero también criticó la actuación de Sia por su falta de diversidad y por una voz "incomprensible" debido a sus arrastradas palabras. McCaighy concluyó que, al igual que otros álbumes en directo, Lady Croissant era redundante pero sería apreciado por los aficionados. La publicación australiana DNA publicó una crítica mixta del álbum en 2010 tras el lanzamiento de We Are Born, elogiando la voz de Sia pero sugiriendo que "Pictures" sonaba como una Cara B y que el lanzamiento del álbum olía a "sacar provecho" de su "reciente éxito". 

## Lista de canciones
| Lady Croissant - Live |                       |                                                  |          |  |
| N.º                   | Título                | Escritor(es)                                     | Duración |  |
| 1.                    | «Pictures»            | Dan Carey, Sia Furler                            | 3:37     |  |
| 2.                    | «Don't Bring Me Down» | Furler, Blair MacKichan                          | 4:36     |  |
| 3.                    | «Destiny»             | Sophie Barker, Henry Binns, Furler, Sam Hardaker | 3:55     |  |
| 4.                    | «Blow It All Away»    | Kevin Armstrong, Felix Howard, Blair MacKichan   | 5:19     |  |
| 5.                    | «Lentil»              | Sam Dixon, Furler                                | 4:11     |  |
| 6.                    | «Numb»                | Furler, Howard, James McMillan                   | 4:26     |  |
| 7.                    | «I Go to Sleep»       | Ray Davies                                       | 3:17     |  |
| 8.                    | «Breathe Me»          | Carey, Furler                                    | 5:52     |  |
| 9.                    | «Distractions»        | Binns, Furler, Hardaker                          | 5:03     |  |
| 40:16                 |                       |                                                  |          |  |

## Personal
- Kevin Armstrong - compositor
- Sophie Barker - compositora
- Henry Binns - compositor
- Felix Bloxsom - batería
- Dan Carey - bajo, compositor, ingeniero, guitarra, teclados, productor, Wurlitzer
- Robin Danar - ingeniero asistente
- Ray Davies - compositor
- John Dent - masterización
- Samuel Dixon - bajo, compositor
- Tom Elmhirst - mezcla
- Sia Furler - compositora, voz
- José González - fotografía
- Sam Hardaker - compositor
- Felix Howard - compositor
- Joe Kennedy - teclados
- Olliver Kraus - violonchelo
- Emily Lazar - masterización
- Joey Lemon - mezcla
- Blair MacKichan - compositor
- Taz Mattar - ingeniero de mezcla
- James McMillan - compositor
- Stephanie Pistel - foto de portada, fotografía
- Sarah Register - masterización
- Michael Sendaydiego - fotografía
- Gus Seyffert - guitarra
- Jeff Tweedy - fotografía
- Joey Waronker - batería

Créditos adaptados de AllMusic y de las notas del CD.

## Historial de Lanzamiento
| Región         | Fecha              | Formato              | Discográfica |
| -------------- | ------------------ | -------------------- | ------------ |
| Australia      | 3 de abril de 2007 | descarga digital     | Astralwerks  |
| Estados Unidos | 3 de abril de 2007 | CD, descarga digital | Astralwerks  |
| Reino Unido    | 7 de mayo de 2007  | CD, descarga digital | Astralwerks  |